# فاليري ستيل
فاليري ستيل (بالإنجليزية: Valerie Steele)‏ هي مورخة فن أمريكية، ولدت في 1955.